# Eastern Wind
Eastern Wind ("Viento del Este") es el quinto álbum de estudio de Chris de Burgh. Fue producido por David Anderle y publicado por A&M Records en 1980. En dicho álbum, de Burgh decidió incluir canciones Rock, Pop y baladas con un tono comercial acorde a la nueva década. A su vez, el álbum incluye temas como "The Traveller" ("El Viajero"), una historia al estilo Western, la balada "Wall of Silence" ("Muro de Silencio"), acerca de una joven de 17 años que es tentada por un hombre a tener éxito en Hollywood como estrella de cine o como modelo, para luego regresar a su hogar dándose cuenta de que era sólo un sueño, una ilusión, "The Record Company Bash" ("La Fiesta Ruidosa de la Compañía Discográfica"), una sátira al negocio de las discográficas con ritmo de Reggae y el tema que le da nombre al álbum acerca de un hombre que no se rinde ante las adversidades. Sin embargo, "Eastern Wind" no obtuvo el éxito comercial esperado, aunque, en 1980, la revista Billboard anunció al álbum como el trabajo discográfico que establecería a Chris de Burgh como una estrella en los Estados Unidos.

## Canciones
Todas las canciones compuestas por Chris de Burgh:
1. "The Traveller" - 4:11.
2. "The Record Company Bash" - 3:54.
3. "Tonight" - 3:28.
4. "Wall of Silence" - 3:48.
5. "Flying Home" - 3:59.
6. "Shadows and Lights" - 3:11.
7. "Sailor" - 4:15.
8. "Some Things Never Change" - 3:14.
9. "Tourist Attraction" - 3:09.
10. "Eastern Wind" - 5:17.

## Músicos
- Chris de Burgh: Guitarras acústicas, voz y coros.
- Al Marnie: Bajo y coros.
- Tim Wynveen: Guitarras eléctricas, guitarra acústica líder y coros.
- Glenn Morrow y Eric Robertson: Teclados.
- Jeff Phillips: Batería y percusión.
- John Helliwell: Saxofón.

(Acreditado como "John Anthony Helliwell").
- Dick Smith: Percusión.
- Lisa dal Bello, Colleena Phillips y Sharon-Lee Williams: Coros.